# Marga, Caraș-Severin
Marga este satul de reședință al comunei cu același nume din județul Caraș-Severin, Banat, România.

## Vezi și
- Biserica „Sfântul Prooroc Ilie” din Marga